# Részvény
A részvény tulajdonjogot és egyéb jogokat megtestesítő értékpapír. Ezen értékpapírok és a részvénytársaságok a kapitalizmus jellemző és szerves elemei. A részvény birtokosa részesedése arányában résztulajdonosa az adott társaságnak, és jogosult a jövedelem és a szavazati jogok arányos részére is. Magyarországon nagykorú (pontosabban: cselekvőképes) személyek, jogi személyek, és jogi személlyel nem rendelkező szervezetek adhatják, vehetik, birtokolhatják ezen értékpapírokat. 
Az érettebb kapitalista országokban a társadalom fejlettebb pénzügyi kultúrával rendelkezik, ezért ott jóval megszokottabb a részvények közvetlen birtoklása. Ez főleg a közép és felső osztályokban általános, mivel jelentős, nem ritkán elsődleges és elsőrangú jövedelemforrást jelenthet. Hazánkban a lakosság csekélyebb részének van bármilyen megtakarítása, és ennek is csak töredékét teszi ki a közvetlen részvénytulajdon. Az "újracsomagolt" termékek, például befektetési életbiztosítások, befektetési alapok, nyugdíj célú megtakarítások által - közvetve bár - a magyar lakosságnak is van részvényvagyona.

## Általános információk
A részvények leginkább (tőzsdei cégek esetében kizárólag) névre szóló értékpapírok. A 21. század technikai szintjén egyes értékpapírokat már nem szükséges nyomdai úton előállítani, az elektronikus kereskedési rendszerekben, elszámolásokban csak dematerializáltan, elektronikus formában jelennek meg. A fizikai értékpapírok tárolása leginkább bankokban, elszámolóházakban történik.
Egy adott társaság adott részvényei - fajtától függően - teljesen egyneműek, és ez lehetővé teszi, hogy központosított piacokon (értéktőzsdéken) kereskedhessenek velük. Ezek a piacok nem csak központosítottak, de szigorúan szabályozottak és igen jól szervezettek is. A megbízhatósághoz hozzájárul, hogy aki értékpapírt vásárol, csak megfelelő mértékű és előre biztosított fedezettel teheti. A vállalat tőzsdei bevezetéséhez és jelenlétéhez is feltételek teljesítése szükséges. 
A részvényekkel tőzsdén kívüli (Over The Counter - OTC) piacokon is kereskednek, amelyekre általában lazább szabályok vonatkoznak. 
A nem tőzsdei társaságok papírjaival való kereskedés egyedi jogügyletek formájában történik.
A részvénytulajdonlás jövedelem megszerzése érdekében történik. A vállalat termelő vagy szolgáltató tevékenységének célja a profitszerzés, ez pedig az egy részvényre jutó könyv szerinti érték növekedésében (az ez által kényszerített árfolyamnyereségen), vagy osztalék kifizetés formájában jut el a részvényeshez. 
Bizonyított tény, hogy a tetszőleges részvényekből összeállított portfólió hosszútávú hozama jelentősen meghaladja a kötvényhozamot. A kockázat is ennek megfelelően nagyobb.

## Fajtái
- Törzsrészvény: a részvények alapértelmezett, és egyben legáltalánosabb típusa.
- Szavazatelsőbbségi: a társaság nagy horderejű kérdéseiben a tulajdonosok szavazással hoznak döntést. E részvényfajta birtokosa a szavazásnál bizonyos mértékű előnnyel, esetleg vétójoggal rendelkezik.
- Osztalékelsőbbségi: törzs-, valamint szavazatelsőbbségi részvény tulajdonosainál előbb kapnak osztalékot e típus tulajdonosai.
- Átváltoztatható: más értékpapír előre meghatározott időpontban konvertálható részvénnyé (pl: kötvény).
- Dolgozói részvény: kizárólag a részvénytársaság alkalmazottai tulajdonolhatják.
- Kamatozó részvény: kamatokra, valamint osztalékokra jogosít.
- Saját részvény: azon részvények, melyeket a kibocsátó vállalat maga birtokol.
- Elővásárlást biztosító értékpapír (általában kötvény): tulajdonosai először részesülnek újonnan kibocsátott részvényekből.

## Adózás
A részvények birtoklásából vagy forgalmazásából a tulajdonos két formában tehet szert jövedelemre. Egyrészt osztalékokból, másrészt pedig árfolyamnyereségből. Az adózás  függ az adóalanytól, a társaság anyaországától, térségétől (pl. Európai Gazdasági Közösség), és a tőzsdei jelenlététől. 

## Részvényvásárlás
A 2000-es évektől lehetőség nyílt online részvényeket vásárolni. Ezek az ún. dematerializált értékpapírok kategóriába esnek (nem kézzel fogható), de ugyanúgy tulajdonjogot megtestesítő értékpapírok. Erre számos lehetőség kínálkozik, a 2010-es évektől a fizikai értékpapír-vásárlás szinte teljesen eltűnt. Az online részvényvásárlást, számos brókercégnél vagy banki értékpapírszámlán lehet megtenni.